# Maxim Lando
Maxim Lando (* 5. Oktober 2002 in Manhasset, NY) ist ein amerikanischer Pianist.
Lando wuchs in Great Neck auf Long Island (US-Bundesstaat New York) auf. Seine Eltern, ein Klarinettist und eine Pianistin, betrieben dort die örtliche Musikschule. Mit dem Klavierspielen begann er, als er drei Jahre alt war. Im Alter von zehn Jahren nahm Lando ein Klavierstudium bei Hung-Kuan Chen auf, zunächst an einer Vorbereitungsklasse des New England Conservatory in Boston und danach am Pre-College der Juilliard School in New York. Seit er elf Jahre alt war, wurde er von der Lang-Lang-Stiftung gefördert, die ihm Konzertreisen nach Spanien, Deutschland, Russland und Großbritannien ermöglichte.
2015 wurde er als erster Amerikaner beim Internationalen Fernsehwettbewerb „Der Nussknacker“ für junge Musiker in Moskau mit dem ersten Preis ausgezeichnet. Im selben Jahr erreichte er beim Wettbewerb Kissinger Klavierolymp den zweiten Platz. 2020 wurde er mit dem Gilmore Young Artist Award ausgezeichnet.

## Diskografie
2022 veröffentlichte Lando zusammen mit dem Geiger Tassilo Probst bei Berlin Classics seine Debüt-CD Into Madness mit Sonaten für Violine und Klavier von Béla Bartók, George Enescu und Joseph Achron. Das Album wurde 2023 bei den International Classical Music Awards ausgezeichnet.